# Lynchia
Lynchia är ett släkte av tvåvingar. Lynchia ingår i familjen lusflugor.

## Dottertaxa tillLynchia, i alfabetisk ordning[1]
- Lynchia acromialis
- Lynchia albipennis
- Lynchia amamiensis
- Lynchia americana
- Lynchia angustifrons
- Lynchia antica
- Lynchia ardeae
- Lynchia australica
- Lynchia bicorna
- Lynchia bucerotina
- Lynchia chalcolampra
- Lynchia coalescens
- Lynchia corvina
- Lynchia diluta
- Lynchia dioxyrhina
- Lynchia dukei
- Lynchia elbeli
- Lynchia fenestella
- Lynchia hirsuta
- Lynchia holoptera
- Lynchia humilis
- Lynchia jactatrix
- Lynchia latifacies
- Lynchia lonchurae
- Lynchia longipalpis
- Lynchia maai
- Lynchia macculurei
- Lynchia malagasii
- Lynchia maquilingensis
- Lynchia massonati
- Lynchia mecorrhina
- Lynchia meda
- Lynchia minor
- Lynchia nigra
- Lynchia omnisetosa
- Lynchia papulata
- Lynchia parallelifrons
- Lynchia paramonovi
- Lynchia penelopes
- Lynchia pilosa
- Lynchia plana
- Lynchia plaumanni
- Lynchia recessa
- Lynchia reducta
- Lynchia samoana
- Lynchia schoutedeni
- Lynchia sensilis
- Lynchia simplex
- Lynchia spinosa
- Lynchia subdentata
- Lynchia suvaensis
- Lynchia tarsata
- Lynchia tripelta
- Lynchia trita
- Lynchia tuberculata
- Lynchia wenzeli
- Lynchia wolcotti
- Lynchia zumpti